# Cylindropuntia kelvinensis
Cylindropuntia kelvinensis là một loài thực vật có hoa trong họ Cactaceae. Loài này được (V.E.Grant & K.A.Grant) P.V.Heath mô tả khoa học đầu tiên năm 1994.